# Обличка Сена
Обличка Сена је насељено место града Врања у Пчињском округу. Према попису из 2022. било је 10 становника (према попису из 1991. било је 126 становника).

## Порекло становништва
Подаци датирају из 1964. г.
Обличка Сена основана је у другој половини XVIII века. Оснивач је био неки деда Милисав. досељен са Косова. Милисав је био храбар човек и имао је по једног побратима у суседним селима, Бојин Делу (Љуту) и Струганци. Милисав је имао честе сукобе са Арбанасима насељеним у суседној Бељаници сада селиште- Тамо су једном дошли Арбанаси из Бељанице. Они су му убили два брата, украли стоку и понели казан пун млека. Милисав је стигао ове Арбанасе и убио их. После тога он се за неко време са породицом преселио у село Јовац код Владичиног Хана. Касније се Милисав вратио у Обличку Сену где је продужио да се одупире Арбанасима. Једном је ухватио њихову децу којој је одсекао уши. Затим су га потерали бељаначки Арбанаси и он се сакрио у старој цркви села Тесовишта. Веровало се да Милисава "куршуми нису могли да пробију“. На самрти (умро је природном смрћу) Милисав је тражио, због мржње према Арбанасима, да не буде главом сахрањен према Бељаници, већ на север. Његов гроб правца север-југ и сада постоји.
У селу живе два рода:
- Милисавци (42 к., Св. Никола), деле се на мање групе: Деда Јовановци, Деда Стојковци, Деда Марковци, Деда Маринковци и Деда Миленковци. Оснивач овог рода је напред поменути деда Милисав, досељен око 1770. г. из неког села на Косову. Генеалогија им је: Стојадин 70 година - Манча - Милош - Пеша - Јован - Милисав. Род се намножио од Милисављевих синова: Јована, Стојка, Марка, Маринка и Миленка. Они су били "Карађорђеви вршњаци“.
- Подгорци (8 к., Св. Никола), род је основао неки деда Станко, који се доселио са три сина око 1830. г. Генеалогија им је: Димитрије 70 година - Милош - Стеван - Станко. Њихово порекло је из села Подгорца у Метохији. Подгорице је у Обличку Сену населио као чифчије неки господар Турчин из Врања. Он је заграбио нешто земље од потомака Милисављевих. Између становника рода Милисавци и Подгорци трајала је велика мржња до 1916. г.; нису се "пријатељили", међусобом нису говорили, чак су се на њивама гађали из пушака. За Подгорце се прича да су до 1878. г. "више држали турску страну“.

## Демографија
У насељу Обличка Сена живи 52 пунолетна становника, а просечна старост становништва износи 62,9 година (58,6 код мушкараца и 67,6 код жена). У насељу има 27 домаћинстава, а просечан број чланова по домаћинству је 1,93.
Ово насеље је у потпуности насељено Србима (према попису из 2002. године).
|  |

| Демографија | Демографија | Демографија |
| Година      | Становника  | Становника  |
| ----------- | ----------- | ----------- |
| 1948.       | 355         |             |
| 1953.       | 350         |             |
| 1961.       | 330         |             |
| 1971.       | 302         |             |
| 1981.       | 216         |             |
| 1991.       | 126         | 115         |
| 2002.       | 52          | 52          |

| Етнички састав према попису из 2002.‍ | Етнички састав према попису из 2002.‍ | Етнички састав према попису из 2002.‍ | Етнички састав према попису из 2002.‍ | Етнички састав према попису из 2002.‍ |
| ------------------------------------ | ------------------------------------ | ------------------------------------ | ------------------------------------ | ------------------------------------ |
|                                      |                                      |                                      |                                      |                                      |
| Срби                                 | Срби                                 |                                      | 52                                   | 100,0%                               |
| непознато                            | непознато                            |                                      | 0                                    | 0,0%                                 |

| Година пописа     | 1948. | 1953. | 1961. | 1971. | 1981. | 1991. | 2002. |
| ----------------- | ----- | ----- | ----- | ----- | ----- | ----- | ----- |
| Број домаћинстава | 50    | 49    | 55    | 56    | 54    | 43    | 27    |

| Број чланова      | 1 | 2  | 3 | 4 | 5 | 6 | 7 | 8 | 9 | 10 и више | Просек |
| ----------------- | - | -- | - | - | - | - | - | - | - | --------- | ------ |
| Број домаћинстава | 9 | 14 | 1 | 3 | 0 | 0 | 0 | 0 | 0 | 0         | 1,93   |

| Пол    | Укупно | Неожењен/Неудата | Ожењен/Удата | Удовац/Удовица | Разведен/Разведена | Непознато |
| ------ | ------ | ---------------- | ------------ | -------------- | ------------------ | --------- |
| Мушки  | 27     | 7                | 18           | 2              | 0                  | 0         |
| Женски | 25     | 2                | 18           | 4              | 1                  | 0         |
| УКУПНО | 52     | 9                | 36           | 6              | 1                  | 0         |

| Пол    | Укупно                    | Пољопривреда, лов и шумарство | Рибарство                            | Вађење руде и камена | Прерађивачка индустрија       |
| ------ | ------------------------- | ----------------------------- | ------------------------------------ | -------------------- | ----------------------------- |
| Мушки  | 24                        | 21                            | 0                                    | 0                    | 1                             |
| Женски | 21                        | 20                            | 0                                    | 0                    | 1                             |
| УКУПНО | 45                        | 41                            | 0                                    | 0                    | 2                             |
| Пол    | Производња и снабдевање   | Грађевинарство                | Трговина                             | Хотели и ресторани   | Саобраћај, складиштење и везе |
| Мушки  | 0                         | 0                             | 1                                    | 1                    | 0                             |
| Женски | 0                         | 0                             | 0                                    | 0                    | 0                             |
| УКУПНО | 0                         | 0                             | 1                                    | 1                    | 0                             |
| Пол    | Финансијско посредовање   | Некретнине                    | Државна управа и одбрана             | Образовање           | Здравствени и социјални рад   |
| Мушки  | 0                         | 0                             | 0                                    | 0                    | 0                             |
| Женски | 0                         | 0                             | 0                                    | 0                    | 0                             |
| УКУПНО | 0                         | 0                             | 0                                    | 0                    | 0                             |
| Пол    | Остале услужне активности | Приватна домаћинства          | Екстериторијалне организације и тела | Непознато            | Непознато                     |
| Мушки  | 0                         | 0                             | 0                                    | 0                    | 0                             |
| Женски | 0                         | 0                             | 0                                    | 0                    | 0                             |
| УКУПНО | 0                         | 0                             | 0                                    | 0                    | 0                             |